# Trillium decumbens
Trillium decumbens là một loài thực vật có hoa trong họ Melanthiaceae. Loài này được Harb. miêu tả khoa học đầu tiên năm 1902.